# یواس‌اس بولیوار (ای‌پی‌ای-۳۴)
یواس‌اس بولیوار (ای‌پی‌ای-۳۴) (به انگلیسی: USS Bolivar (APA-34)) یک کشتی بود که طول آن ۴۹۲ فوت (۱۵۰ متر) بود. این کشتی در سال ۱۹۴۲ ساخته شد.